# Circuitul Albert Park
Circuitul Albert Park este un circuit stradal ce înconjoară Lacul Albert Park, ajungând la numai câțiva kilometri sud de centrul orașului Melbourne. O dată pe an este utilizat ca pistă de Formula 1 pentru Marele Premiu al Australiei.
Pista este reprezentată de un drum ce înconjoară Lacul Albert Park, un mic lac artificial situat în sudul Districtului de afaceri al orașului Melbourne. Porțiunile acestui drum, utilizate în Formula 1,  au fost reconstruite înainte de cursa inaugurală din 1996, pentru a-i asigura o mai bună consistență și netezime. În consecință, comparându-l cu alte circuite stradale, Albert Park are cu adevărat o pistă netedă. Peisajul este unul pitoresc, fiind una dintre puținele piste din calendarul Formulei 1 situate în apropierea unui ochi de apă.
Din punctul de vedere al piloților, este considerată o pistă accesibilă și destul de rapidă. Mulți dintre ei au spus că amplasarea logică a virajelor permite memorarea lor foarte ușor, lucru ce conduce la realizarea unor timpi foarte competitivi. Totuși, terenul plat din jurul lacului, asociat și cu forma pistei, nu favorizează depășirile. De asemenea, cursa este greu de urmărit de spectatorii poziționați în afara tribunelor.
În fiecare an, cu aproximativ 3 luni înainte de week-end-ul Marelui Premiu, este amplasată infrastructura specifică unei curse de automobilism: gardurile din jurul pistei, podurile pentru pietoni, tribunele. În mai puțin de 6 săptămâni de la încheierea cursei, toate acestea sunt dezasamblate. Timp de 3 zile cât durează întrecerea, zona din jurul circuitului (incluzând un mare centru acvatic, un teren de golf, un stadion de fotbal, restaurante și o construcție destinată ambarcațiunilor) este restricționată. Anumiți localnici încă își mai exprimă dezacordul față de acest eveniment, unii dintre ei susținând în continuare un protest tacit îndreptat împotriva desfășurării Marelui Premiu al Australiei. Cu toate acestea, cursa este foarte populară în Melbourne și în toată Australia. În 1994, stadionul Middle Park, al echipei de fotbal South Melbourne FC, a fost demolat din cauza extinderii circuitului Albert Park.